# Agonita purpurascens
Agonita purpurascens es un insecto coleóptero de la familia Chrysomelidae.
Fue descrita científicamente por primera vez en 1939 por Gressitt.